# Ora sí ¡tenemos que ganar!
Ora sí ¡tenemos que ganar! é um filme mexicano do gênero drama lançado em (1981, dirigido por Raúl Kamffer e produzido pela Universidade Nacional Autônoma do México.

## Sinopse
Os abusos de autoridade e do empresário em um povoado mineiro faz com que os trabalhadores, influenciados pela leitura dos artigos de Ricardo Flores Magón no jornal Regeneración, se organizem clandestinamente e se amotinem contra o dono estadunidense da mina que se recusa resgatar um grupo de trabalhadores presos no interior da mina por um desabamento.